# チョウハン
チョウハン（蝶斑、長範、学名：Chaetodon lunula）は、スズキ目チョウチョウウオ科に分類される魚類の一種。種小名は、目の後ろの白い帯から「新月」を意味する。和名の由来は、蝶斑とする説と、眼を通る黒い帯の後ろにある白い帯を熊坂長範の頭巾に見立て長範とする説がある。英名は、目を通る黒い帯からアライグマに見立てている。

## 形態
- 全長25cm[3]。

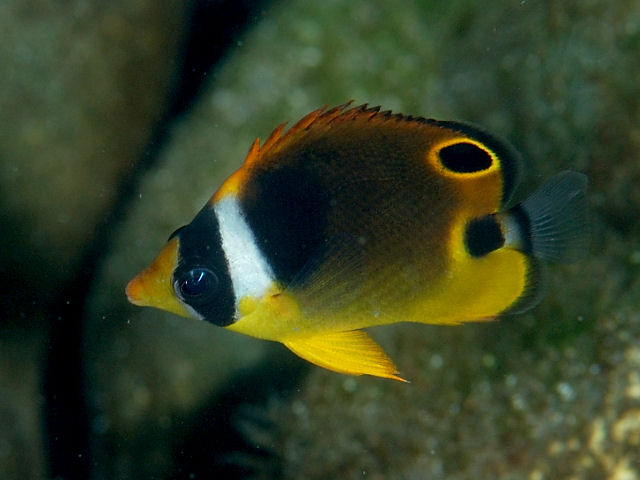
幼魚

- 橙色を帯びたような黄色で、背側はやや暗く、体側には暗色の斜めの縞が多数ある[3]。
- 尾鰭基部には大きな黒い紋があり、背鰭から尾鰭、臀鰭には、これを囲むように暗色の細い縞がある[3]。

よく似た種

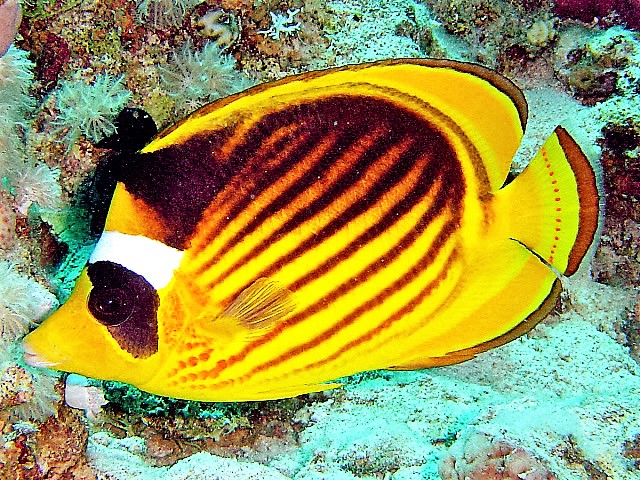
レッドシー・ラクーン・バタフライフィッシュ

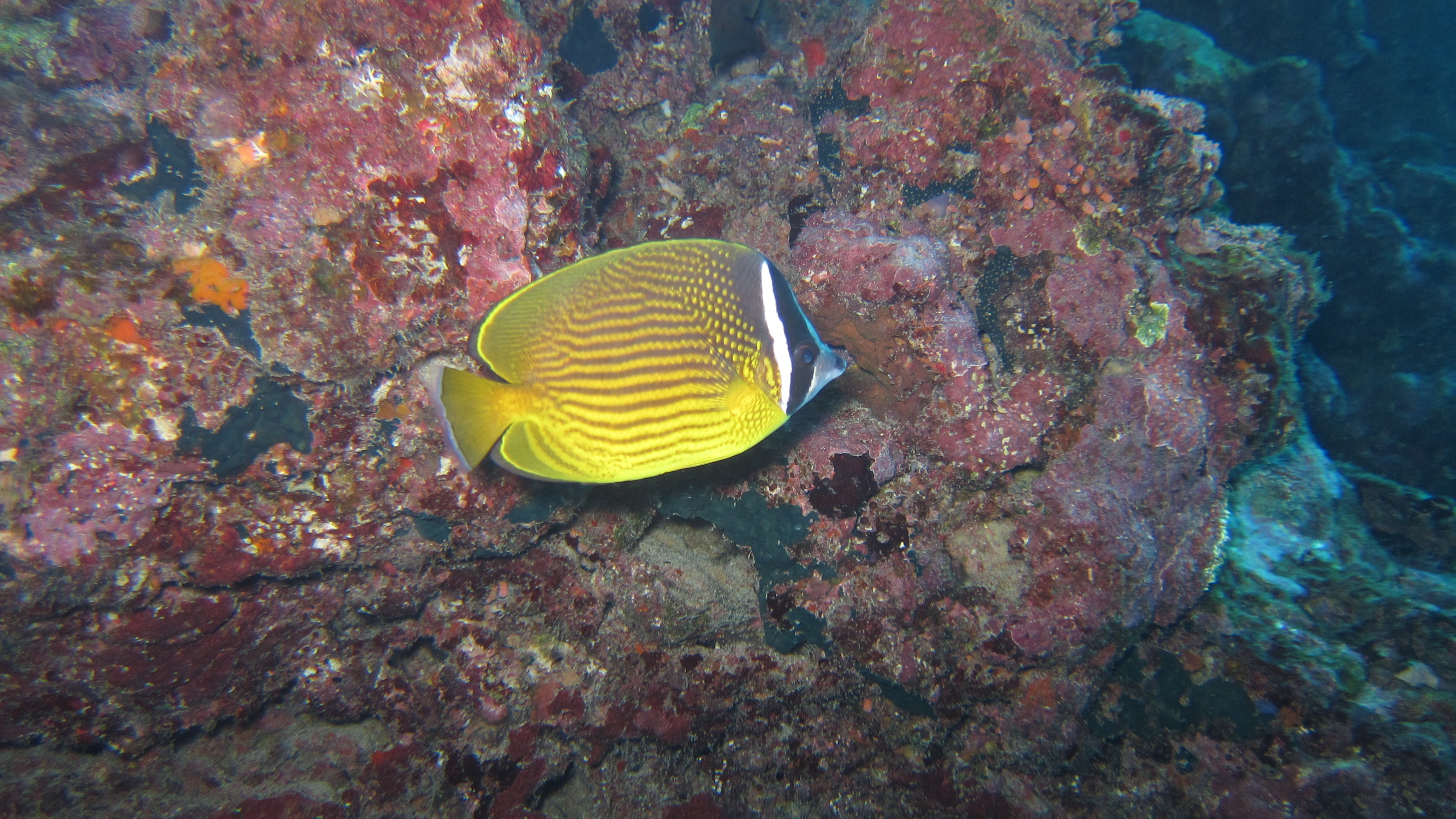
チョウチョウウオ

成魚は紅海に生息するレッドシー・ラクーン・バタフライフィッシュ、幼魚はチョウチョウウオ（ナミチョウチョウウオ）とよく似ている。
外見上酷似しているが、
本種とレッドシー・ラクーン・バタフライの場合、
- 尾鰭基部の黒い紋は、本種にはあるがレッドシー・ラクーン・バタフライにはない。
- 斜線状に連なる体側の斑点の濃さは、本種はレッドシー・ラクーン・バタフライより薄い。[4]

本種とナミチョウの場合、
- 体色（黄色と赤色）は、本種はナミチョウより濃い[2]。

といった相違点がある。

## 生態
雑食で、魚の卵、サンゴのポリプ、底性の小動物、藻類などを食べる。
幼魚は死滅回遊魚として毎年夏になると黒潮に乗って本州沿岸でも見られる。
成魚は主に水深1-30mの岩礁域やサンゴ礁域に生息しているが、水深170mでも観察されている。夜行性の性質を持ち、昼間は岩陰でホバリングしている。寿命は長いもので9年。

## 分布
西・中部太平洋からアメリカ西海岸までの太平洋、オーストラリア西海岸からアフリカ東海岸までのインド洋にかけて広く分布する。紅海には生息していない。日本では房総半島以南に分布している。

## 人とのかかわり
観賞魚。丈夫で気が強く、餌をよく食べるが、人工飼料に餌付きにくい。